# Lijst van nationale parken in Wit-Rusland
In Wit-Rusland zijn 4 natuurgebieden tot nationaal park uitgeroepen. 
| Nationaal Park Belavezjskaja Poesjtsja Begin: 1991 (1932) Oppervlakte: 873,63 km² |
| Nationaal Park Braslawskia Azjory Begin: 1995 Oppervlakte: 691,15 km²             |
| Nationaal Park Naratsjanski Begin: 1999 Oppervlakte: 1178 km²                     |
| Nationaal Park Pripjat Begin: 1996 Oppervlakte: 858,41 km²                        |

Belavezjskaja Poesjtsja · 
Braslawskia Azjory · 
Naratsjanski · 
Pripjat